# اختلاف در نامیدن دریای ژاپن یا دریای شرق

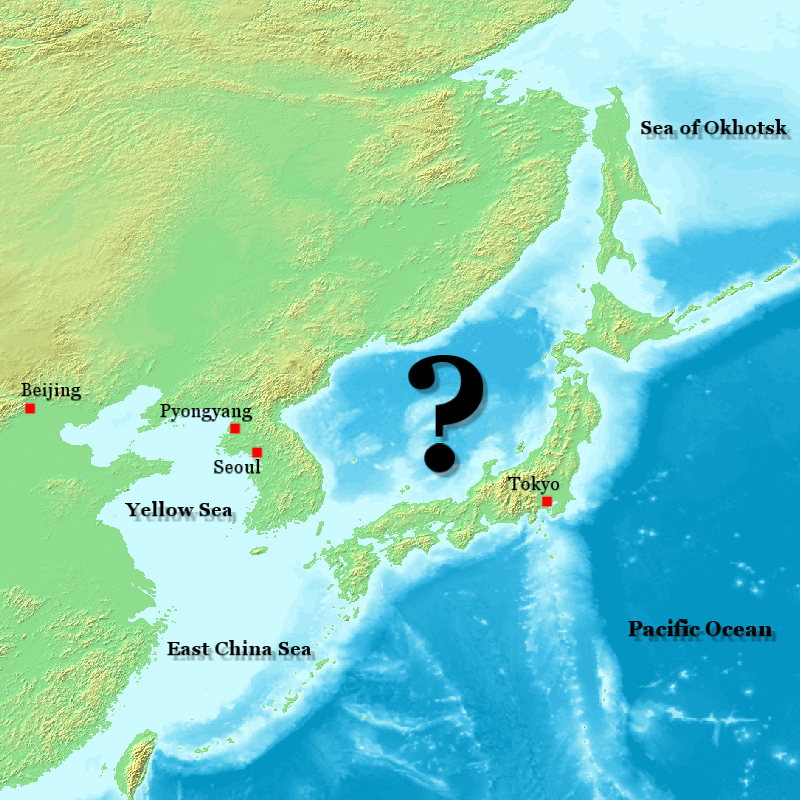
نام مورد نظر در ژاپن: دریای ژاپن\ در کره جنوبی: دریای شرق\ در کره شمالی: دریای شرقی کره

بر سر نام این دریا که توسط ژاپن، شبه‌جزیره کره و روسیه محاصره شده‌است اختلاف نظر وجود دارد.
نخستین بار در سال ۱۹۹۲ کره شمالی و کره جنوبی در ششمین کنفرانس استانداردسازی نام‌های جغرافیایی سازمان ملل، اعتراض خود را نسبت به استفاده اشتباه از نام «دریای ژاپن» مطرح کردند. دولت ژاپن بر استفاده انحصاری از نام تاریخی یعنی دریای ژاپن اصرار دارد، اما کره جنوبی خواستار تغییر نام این دریا به «دریای شرق» (به کره‌ای: 동해) یا اضافه شدن این نام در کنار نام دریای ژاپن است درحالیکه نام مورد نظر کره شمالی «دریای شرقی کره» می‌باشد.
موضوع اصلی اختلاف بر سر زمانی است که نام دریای ژاپن به عنوان نام رسمی و بین‌المللی انتخاب شد. بر طبق ادعای ژاپن این نام حداقل از اوایل قرن ۱۹ برای اشاره به این دریا در سطح بین‌المللی استفاده می‌شد در حالیکه به اعتقاد کره این نام اشتباه است و بعدها و در زمان استعمار ژاپن بر کره انتخاب شده و پیش از آن نام انگلیسی و مورد استفاده در سطح بین‌المللی «دریای کره» یا «دریای شرق» بوده‌است.
تا کنون هر دو طرف مدارک بسیاری را برای اثبات ادعای خود ارائه کرده‌اند اما درسال ۲۰۱۲ سازمان آب‌نگاری بین‌المللی اعلام کرد که هنوز قادر به تصمیم‌گیری در این مورد نیست و در حال حاضر در بیشتر نقشه‌های بین‌المللی از نام «دریای ژاپن» یا هر دو نام «دریای ژاپن» و «دریای شرق» (معمولاً در پرانتز یا به عنوان نام دوم) استفاده می‌شود.